# Arceuthobium juniperi-procerae
Arceuthobium juniperi-procerae är en sandelträdsväxtart som beskrevs av Chiovenda. Arceuthobium juniperi-procerae ingår i släktet Arceuthobium och familjen sandelträdsväxter. Inga underarter finns listade i Catalogue of Life.